# كريستيان بيكر
كريستيان بيكر (بالألمانية: Christian Becker)‏ هو منتج أفلام وشخصية أعمال ومنتج تلفزيوني ألماني، ولد في 6 مايو 1972 في كريفلد في ألمانيا.

## وصلات خارجية
- كريستيان بيكر على موقع IMDb (الإنجليزية)
- كريستيان بيكر على موقع ألو سيني (الفرنسية)
- كريستيان بيكر على موقع ميوزك برينز (الإنجليزية)
- كريستيان بيكر على موقع أول موفي (الإنجليزية)
- كريستيان بيكر على موقع قاعدة بيانات الأفلام السويدية (السويدية)
- كريستيان بيكر على موقع قاعدة بيانات الفيلم (الإنجليزية)